# Chaudrée
Pour les articles homonymes, voir Chaudron.
La chaudrée charentaise ou chaudrée vendéenne (nom issu de chaudron ; chowder, en anglais) est une recette de cuisine traditionnelle de soupe de poisson, originaire des régions du littoral atlantique de Charente-Maritime et de Vendée, à base de divers poissons, crustacés, fruits de mer, lard, légumes, pomme de terre, vin blanc, lait, crème, et beurre. Elle est déclinée en de nombreuses variantes, en particulier en Amérique du Nord sous le nom de chowder.

## Histoire
Le terme chaudrée (parfois orthographié « chauderée » au XIXe siècle) désigne historiquement le contenu du chaudron (appelé chaudière) et ne se cantonne donc pas à son sens actuel. 
En Aunis (ancienne région historique de La Rochelle), la chaudrée désigne à l'origine une soupe confectionnée par les pêcheurs avec de la godaille, poissons trop petits pour être vendus (à l'image de la cotriade de Bretagne, du ttoro du Pays basque, ou de la bouillabaisse de Marseille). 

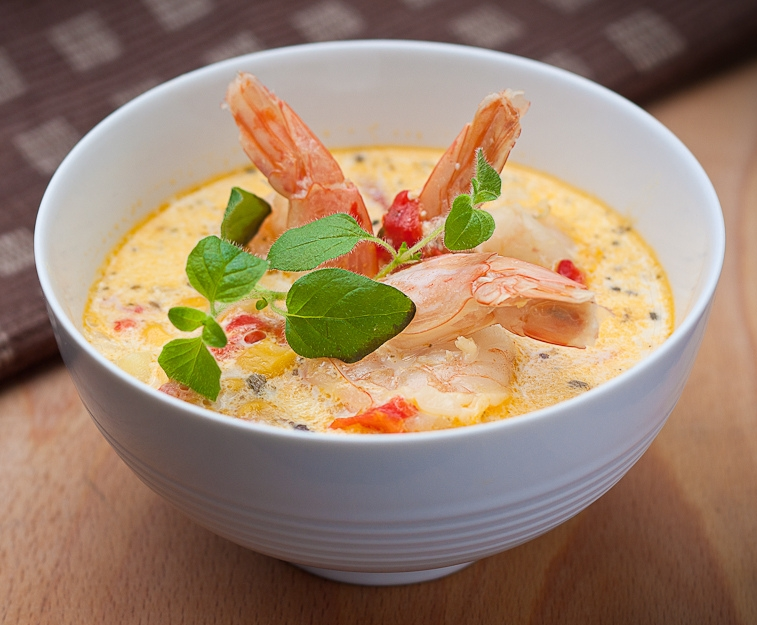
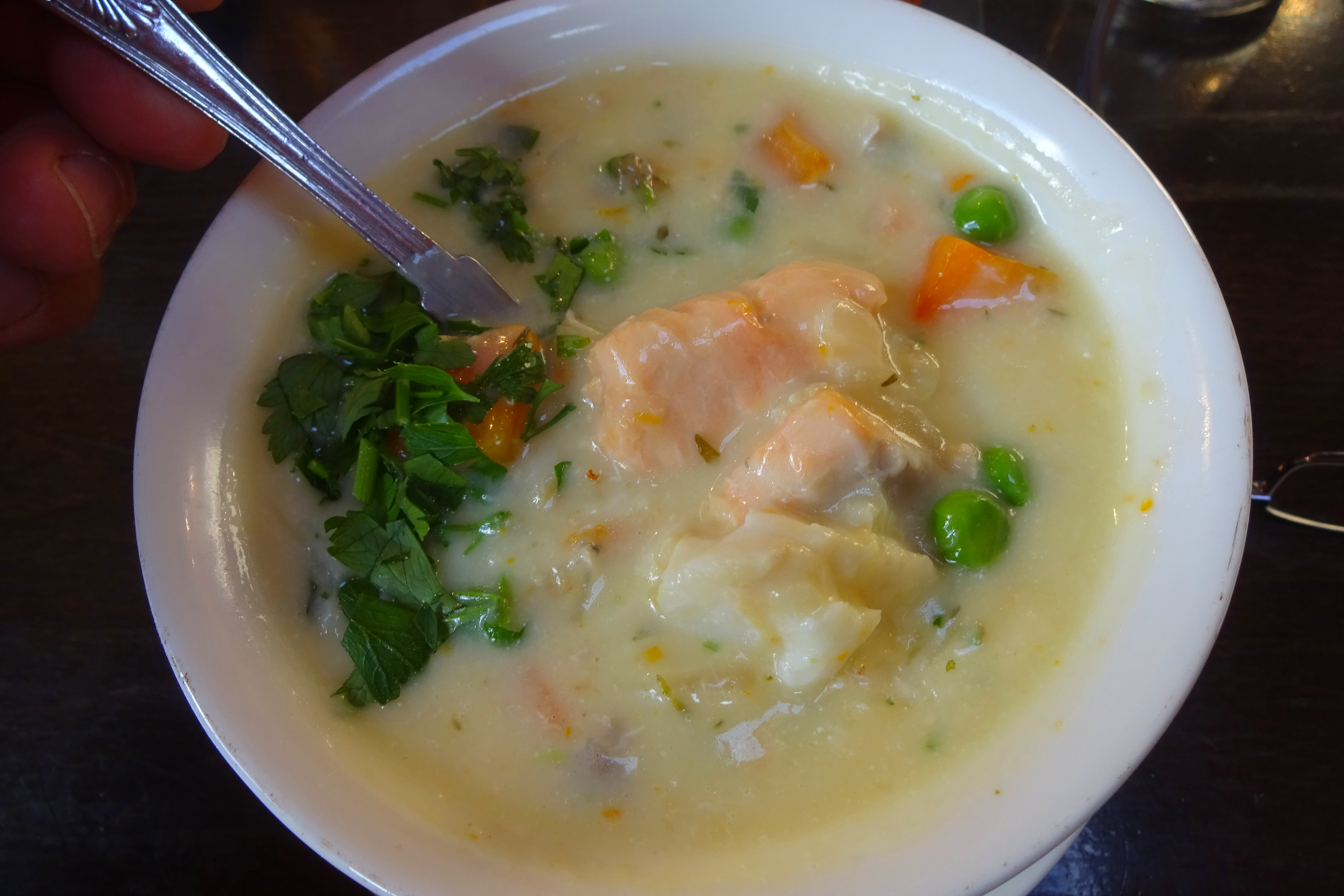

La chaudrée est un plat typique historique de bord de navire des immigrants français et anglais vers l'Amérique du Nord du XVIIe siècle, qui l'importe sous le nom de chawder, sur les côtes maritimes de New York à la Nouvelle-Angleterre, et de San Francisco à Seattle, aux États-Unis, et d'Acadie et du fleuve Saint-Laurent au Canada. Recette historique à base de mélange de poissons, crustacés, fruits de mer, et de lard, épaissi avec des biscuits de mer, avec des variantes au poulet et au maïs à l’intérieur des terres (chaudrée de palourdes des cuisine des États-Unis et cuisine québécoise),,. Le célèbre roman américain Moby-Dick d'Herman Melville décrit en 1851 « de petites clovisses juteuses, à peine plus grosses qu’une noisette, mélangées à des biscuits de mer émiettés et à du porc salé finement émincé, composaient cette soupe enrichie de beurre et généreusement assaisonnée de sel et de poivre... ».

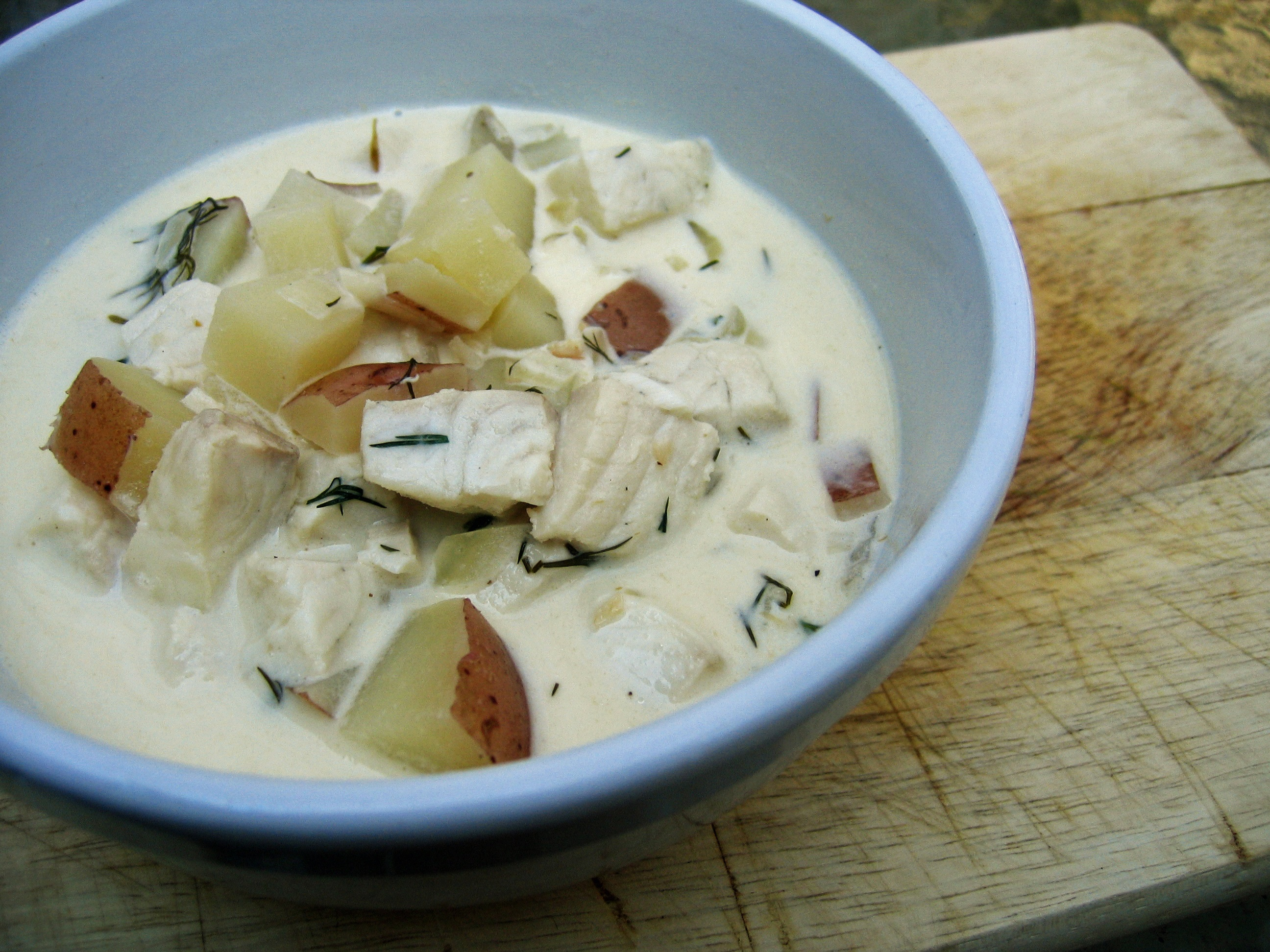
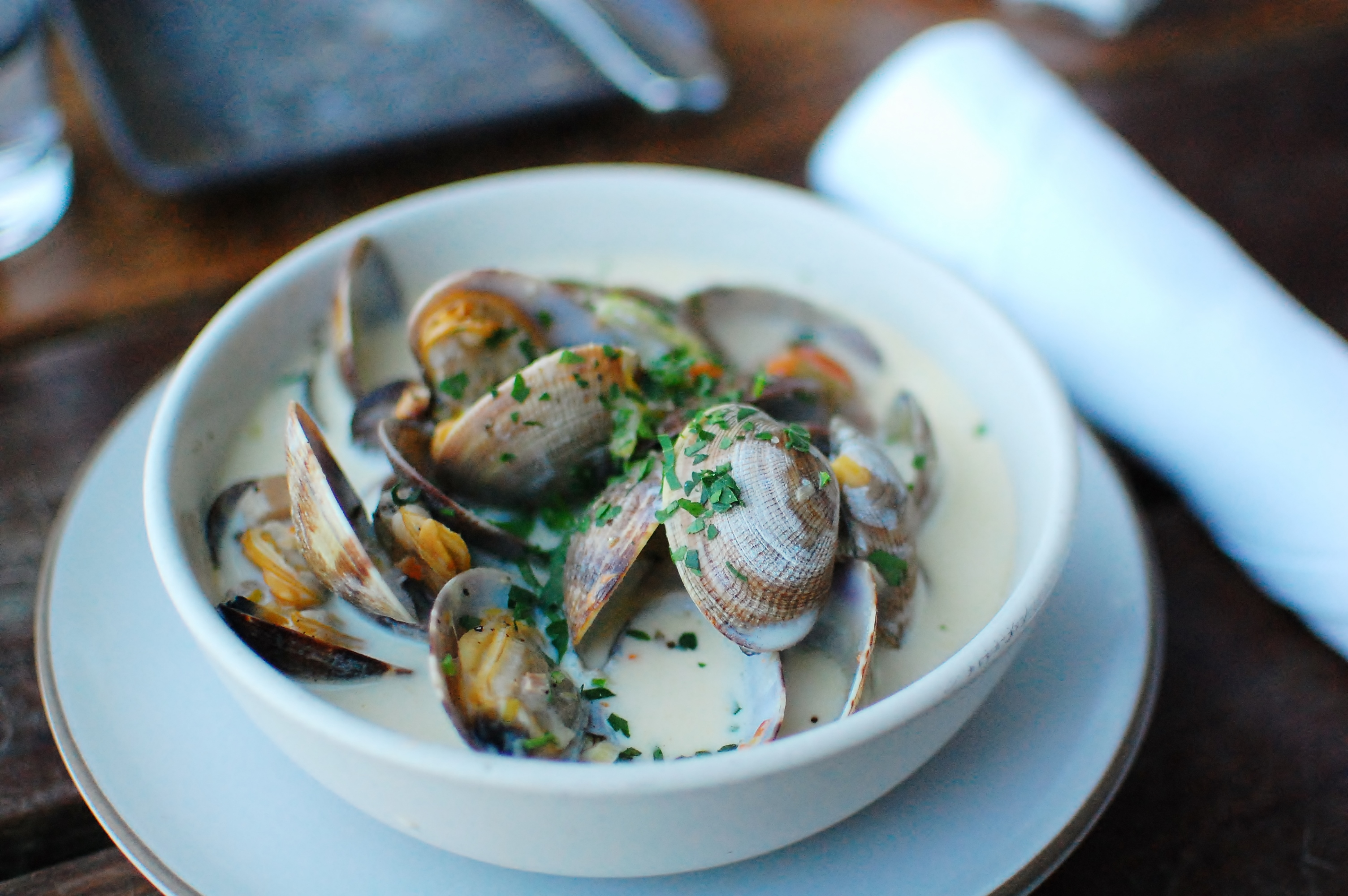
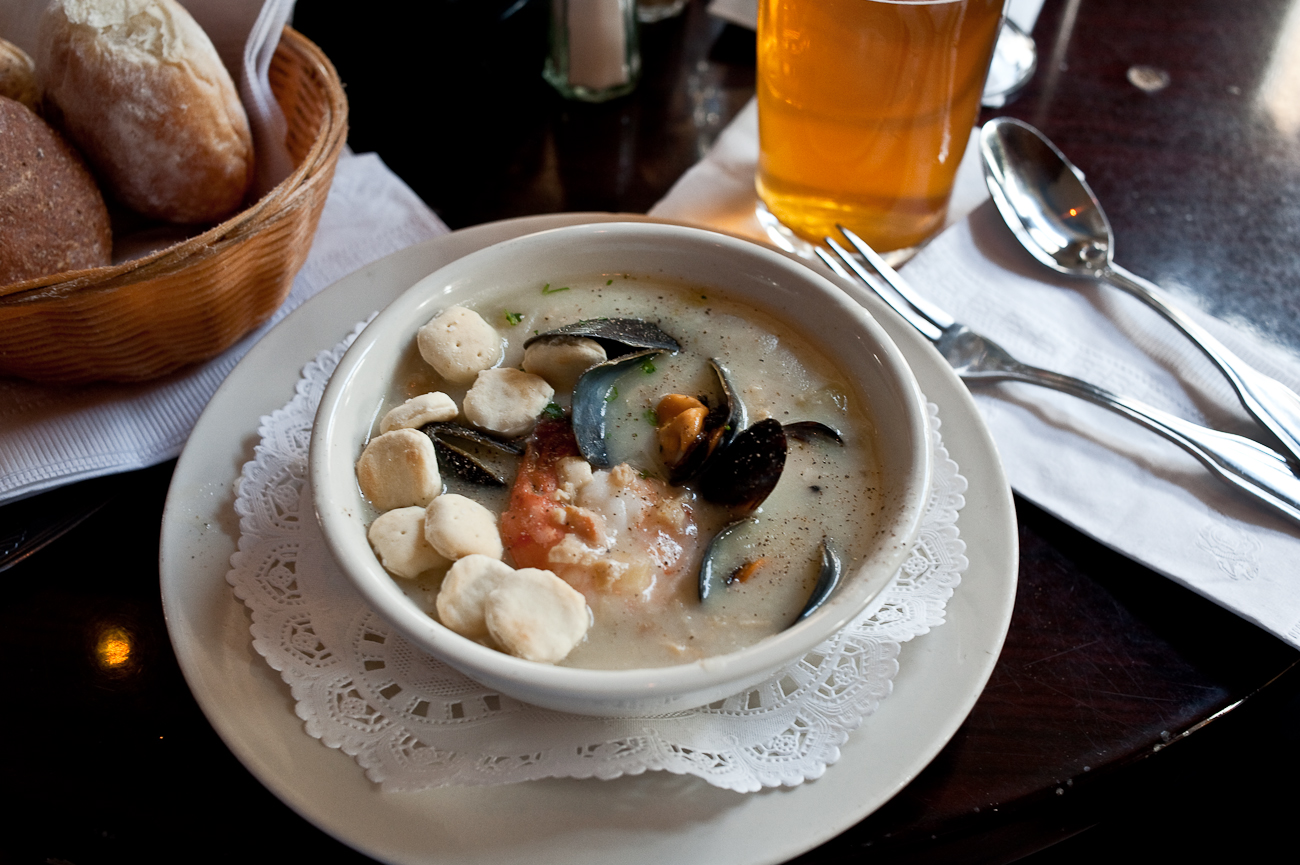
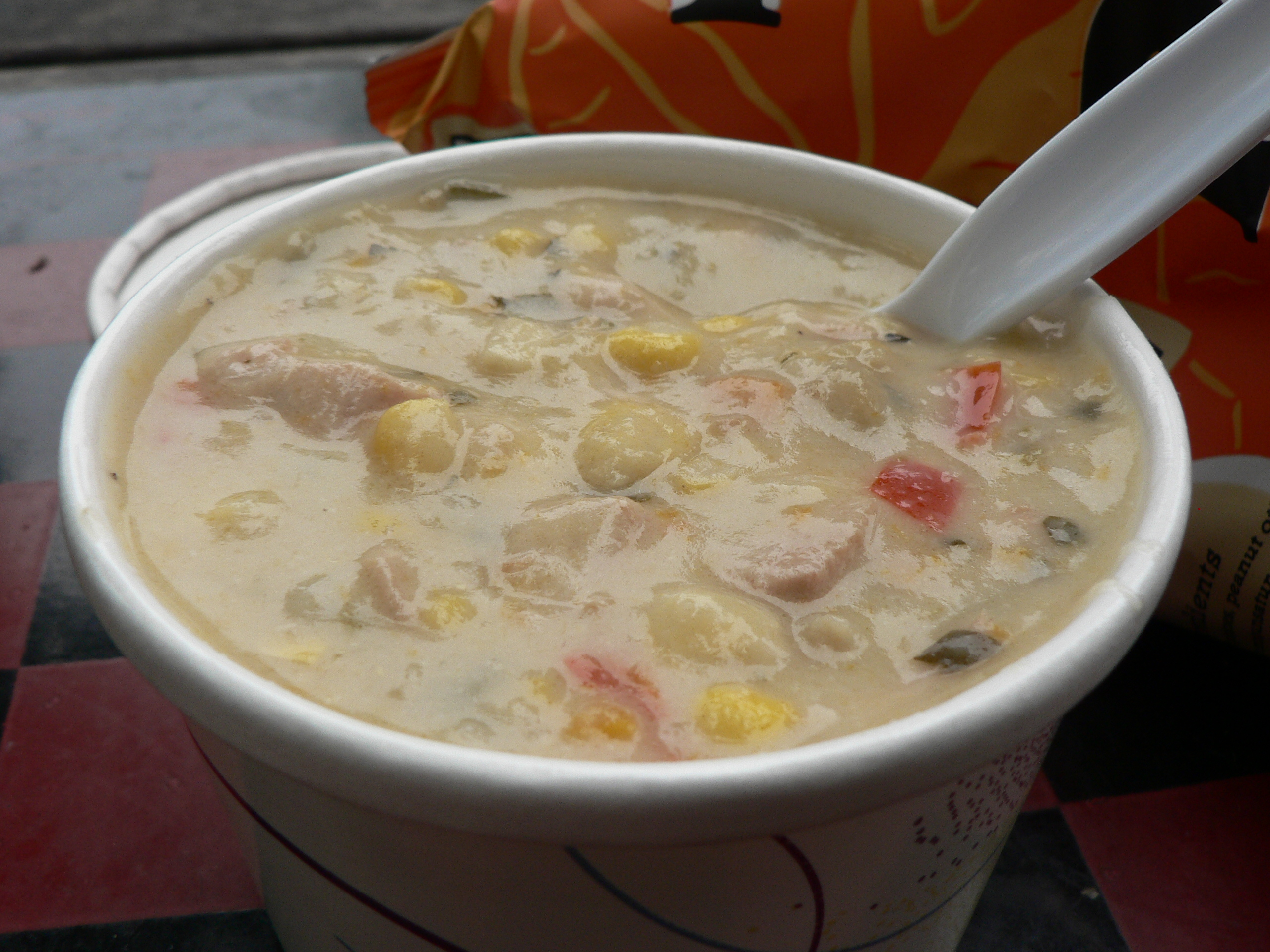

Au XIXe siècle, l'historien régional charentais Georges Musset la définit comme une soupe de godaille : « une macédoine de menu fretin, de menus poissons » et comme « la portion de pêche prélevée pour la consommation des marins ou du patron d'un bateau ».

Dans sa version fourasine (nommée d'après le port de pêche de Fouras en Charente-Maritime) la chaudrée est généralement cuisinée avec des anguilles, seiches, pommes de terre et vin blanc de pays Charentais (IGP).
 (Décembre 2024).

## Littérature
- 1851 : Moby-Dick, roman américain d'Herman Melville « de petites clovisses juteuses, à peine plus grosses qu’une noisette, mélangées à des biscuits de mer émiettés et à du porc salé finement émincé, composaient cette soupe enrichie de beurre et généreusement assaisonnée de sel et de poivre... ».
- 1967 : Le Voleur de Maigret, roman policier de Georges Simenon. Le commissaire Maigret déguste une chaudrée fourassienne au Vieux Pressoir, petit restaurant parisien avec Rose en cuisine « Je n’oublie pas que je suis née à La Rochelle, où ma mère était marchande de poissons, de sorte que je connais les bonnes recettes… Vous avez déjà mangé la chaudrée fourassienne ?  Maigret récita : une soupe d’anguilles, de petites soles et de seiches[9]. »

## Cinéma
- 2012 : Les Saveurs du palais, de Christian Vincent. Hortense Laborie (interprétée par Catherine Frot, librement inspirée de  Danièle Mazet-Delpeuch, ancienne cuisinière attitrée au palais de l'Élysée du président de la République française François Mitterrand) prépare une « chaudrée charentaise » à titre de repas familial spécial pour le président (originaire de Charente)[10],[11].